# Goodbye mister Wong
Goodbye mister Wong est un franco-laotien réalisé par Kiyé-Simon Luang et sorti en 2020.

## Fiche technique
- Titre : Goodbye mister Wong
- Réalisation : Kiyé-Simon Luang
- Scénario : Kiyé-Simon Luang
- Production : Thomas Ordonneau
- Musique : Addie
- Genre : Drame, romance
- Durée : 100 minutes
- Date de sortie : France Festival international de cinéma de Marseille 24 juillet 2020, en salles 29 décembre 2021

## Distribution
- Phonesavanh Vilivong : France
- Marc Barbé : Hugo
- Soulasath Souvanavong : Tony Wong
- Nathalie Richard : Nadine
- Khamhou Phanludeth : Xana
- Phourasamy Vilay : La mère de France
- Thongmay Niyomkham : Toui
- Souvanlay Phetchanpheng : Oncle Souck
- Maly Inthapannya : Tante Laa

## Accueil
Sur Allociné, le film obtient une note moyenne de 3,6 pour 9 critiques de presse.
Pour Le Monde, « Nous voici sur les traces d’un Rohmer, avec ses couples contrariés, à ceci près que les protagonistes ici se livrent peu, les dialogues cultivant le mystère et l’aridité d’un western ». Pour Les Fiches du cinéma, « C'est un joli film, fragile et sensible, que nous offre le réalisateur Kiyé Simon Luang. Presque un récit d'apprentissage, dans un esprit d'attente rafraîchissant ». Pour Les Inrockuptibles, estime que « Maintenant ses personnages dans un état de suspension non résolu, le film progresse lentement, avec une assurance apaisée et sublimée par la grâce photogénique de son lieu et d’un écrin argentique 16mm resplendissant ». Mais pour Libération, « La beauté indéniable de l’ensemble, sa mélancolie sereine et même l’espoir qu’il entretient – celui de voir Mister Wong défait par l’amour, et son projet capitaliste ainsi mis à mal – semblent étrangement anachroniques et font flotter le film dans une zone d’hommage cinéphile (Duras, Akerman) parfois un peu lénifiant ». Et pour Télérama, le film est « Un magnifique objet visuel, avec ses collages nostalgiques, sa patine rétro, sa langueur durassienne et ses couleurs passées. Mais trop de dialogues sentencieux, sinon abscons, et des personnage inutilement énigmatiques peinent à donner chair à ce beau film hypnotique ».